# تنب کوچک
جزیره تنب کوچک جزیره‌ای ایرانی در خلیج فارس و از نقاط دیدنی استان هرمزگان است.
جزایر تنب بزرگ و کوچک، دو جزیره ایرانی در آب‌های نیمه شرقی و نیمه شمالی خلیج فارس هستند و در گذشته به «جزیره تنب»، «جزیرة تنبو» و «نَبیو تنب» معروف بودند، ولی از نیمه دوم قرن چهاردهم، «تنب بزرگ» و «تنب کوچک» خوانده می‌شوند. تنب، واژه‌ای تنگستانی به معنای «تپه» است.

## جغرافیا
این جزیره با مساحت ۲ تا ۲٫۵ کیلومتر در جنوب بندرلنگه و در غرب تنب بزرگ واقع شده است. فاصله این جزیره تا بندرلنگه پنجاه کیلومتر تا رأس الخیمه نودودو کیلومتر و تا تنب بزرگ حدود سیزده کیلومتر است. این جزیره ایرانی مثلثی شکل و در ۱۵ کیلومتری (۸ مایلی) غرب جزیره تنب بزرگ قرار دارد. فاصله آن تا مرکز استان هرمزگان، شهر بندرعباس از طریق دریا حدود ۱۶۹ کیلومتر (۱۰۵ مایل) می‌باشد. نزدیک‌ترین بندر ایرانی به این جزیره بندر خمیر و بندر لنگه با ۷۵ کیلومتر فاصله است. بزرگ‌ترین ضلع جزیره ۱٫۹ کیلومتر و مساحت آن حدود ۲٬۱ کیلومتر مربع است و مرتفع‌ترین نقطه آن از سطح دریا ۳۵ متر ارتفاع دارد؛ که به آن تپه زهرا گفته می‌شود.
در این جزیره استحکامات و تجهیزات نظامی ایرانی مستقر می‌باشد. خاک آن از نوع شنی و در برخی مناطق صخره‌ای است.
تنب کوچک دارای یک اسکله و فرودگاه کوچکی است که کاربرد نظامی دارد.

## اهمیت جزیره

استقبال شیخ محمد القاسمی، حاکم شارجه از فرماندهان ارتش ایران در ناو آرتمیس در روز بازگشت جزایر تنب و بوموسا به ایران- آذر ۱۳۵۰/۱۹۷۱.

جزیره تنب کوچک به همراه جزایر تنب بزرگ و ابوموسی در عمیق‌ترین قسمت‌های خلیج فارس و در داخل دو کریدور رفت و برگشت طرح تفکیک تردد بین‌المللی کشتی‌ها واقع شده‌اند. این مسئله باعث شده تا این جزایر از نظر ژئوپلیتیکی و استراتژیکی اهمیت ویژه‌ای به دست آورند؛ زیرا بخش مهمی از نفت خام مورد نیاز جهان از میان این جزایر می‌گذرد. در هر چند دقیقه یک نفت کش حامل نفت خام از آب‌های این جزایر عبور می‌کند. اگر به این تعداد، کشتی‌های تجاری نیز اضافه شود، در این صورت فشردگی ترافیک در میان جزایر مذکور به خوبی روشن می‌شود.

## جستارهای وابسته

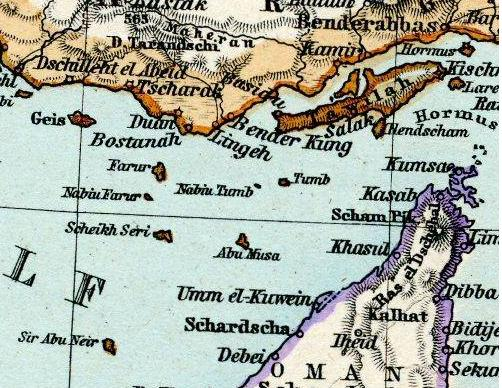